# Феліксово (Ленінградська область)
Фе́ліксово (рос. Феликсово) — село в Кіровському районі Ленінградської області, Росія.